# Daniel Benzali
Daniel Benzali (Rio de Janeiro, 20 januari 1950) is een Braziliaans acteur.

## Biografie
Benzali werd geboren als zoon van Joodse ouders. Hij was de tweede van in totaal drie kinderen. Zijn vader was ook een acteur en speelde vooral in theaterproducties. Zijn moeder was huisvrouw.
Benzali volgde eerst in zijn vaders voetsporen en werd ook een theateracteur. Pas later maakte hij de overstap naar televisie. Hij speelde mee in series als Star Trek: The Next Generation, The X-Files, NYPD Blue en L.A. Law. L.A. Law-bedenker Steven Bochco was dermate onder de indruk van Benzali’s acteerprestaties dat hij hem de hoofdrol gaf in de serie Murder One. Hierin speelde Benzali de rol van “Theodore Hoffman”. De rol leverde hem in 1996 een nominatie op voor een Golden Globe.
Benzali speelde ook mee in de serie The Agency, en in films als By Dawn's Early Light (1990), Murder at 1600 (1997) en The Grey Zone (2001). Een van zijn meest recente rollen is in de serie Jericho, waarin hij de rol speelt van Thomas Valente.
Benzali heeft ook een paar bekende toneelrollen op zijn naam staan. Zo speelde hij Juan Perón in de Londense cast van Evita, en filmregisseur Max von Mayerling in de originele cast van Andrew Lloyd Webbers Sunset Boulevard.
Benzali is verloofd geweest met actrice Kim Cattrall.

## Filmografie
- Falcon Crest (1981-1990) - Rechter Robbins (1989)
- Matlock (1986-1995) - Henry Mayfield (1991)
- L.A. Law (1986-1994) - Rechter Donald Philips (1988, 1991, 1992, 1993)
- Murder One (1995-1997) - Ted Hoffman (1995-1996)
- The Outer Limits (1995-2002) - Graham Highfield (1997)
- The District (2000-2004) - Robert Quinn (2002)
- The Agency (2001-2003) - Robert Quinn (2001-2003)
- NYPD Blue (1993-2005) - James Sinclair (1993, 1994, 1999, 2003)
- Law & Order (1990-) - Wade Bookman (2006)
- Jericho (2006-) - Thomas Valente (2007-)

## Voetnoten
1. ↑  Daniel Benzali